# Jarque de Moncayo
Jarque de Moncayo és un municipi d'Aragó enquadrat a la comarca d'Aranda i a la província de Saragossa.